# Mîsiurivka, Stara Sîneava
Mîsiurivka (în ucraineană Мисюрівка) este un sat în comuna Ivkî din raionul Stara Sîneava, regiunea Hmelnîțkîi, Ucraina.

## Demografie
Componența lingvistică a localității Mîsiurivka
     Ucraineană (99,63%)
     Alte limbi (0,37%)
Conform recensământului din 2001, majoritatea populației localității Mîsiurivka era vorbitoare de ucraineană (99,63%), existând în minoritate și vorbitori de alte limbi.